# Apo Hiking Society
Apo Hiking Society – filipiński zespół muzyczny założony w 1969 roku.
Początkowo w skład zespołu wchodziło 15 muzyków. Debiutowali w 1975 r. albumem pt. Collector’s Item. W trakcie swojej kariery wydali łącznie ponad 20 albumów.
Wykonywali romantyczne piosenki, które stały się przebojami krajowej sceny muzycznej. Oprócz tego ich repertuar obejmuje utwory poświęcone tematyce politycznej.
Wśród znaczących sukcesów grupy są utwory: „Panalangin”, „Ewan”, „Awit ng Barkada”, „Batang-Bata Ka Pa”.

## Dyskografia
Albumy studyjne
- Collector’s Item (1975)
- Songwriter (1976)
- Pagkatapos ng Palabas (1978)
- Ten Years Together (1980)
- Twelve Years Together (1982)
- True To My Music (1983)
- Feet On The Ground (1984)
- Direksyon (1986)
- Made in the Philippines (1987)
- Mga Kuwento ng Apo (1988)
- Songbuk ng APO (1991)
- PaskonAPO (1991)
- 1-2-3 (1992)
- Barangay Apo (1994)
- Dating Alternatib (1996)
- Mismo! (1999)
- Banda Rito (2001)

Albumy koncertowe
- In Concert#$%!? (1974)
- The Worst of Apo Hiking Society (1985)
- DalawampunAPOsila (1989)

Kompilacje
- The Best of Apo Hiking Society, Vol. 1 (1982)
- The Best of Apo Hiking Society, Vol. 2 (1991)
- Kami nAPO muna: 2-Disc Limited Edition (2006)
- Kami nAPO muna ulit: 2-Disc Limited Edition (2007)
- The Best Of Kami nAPO Muna 2-CD (2008)
- APO Hiking Society: 18 Greatest Hits (2009)
- Kami nAPO Naman Dito Sa Canada Limited Edition (2009)